# Spirembolus mundus
Spirembolus mundus är en spindelart som beskrevs av Chamberlin och Ivie 1933. Spirembolus mundus ingår i släktet Spirembolus och familjen täckvävarspindlar. Inga underarter finns listade i Catalogue of Life.